# Александрівка (село, Терновський район)
Александрівка (рос. Александровка) — село у Терновському районі Воронезької області Російської Федерації.
Населення становить 563 особи. Входить до складу муніципального утворення Александровське сільське поселення.

## Історія
Населений пункт розташований у межах історичного регіону Чорнозем'я.
Від 1929 року належить до Терновського району, спочатку в складі Центрально-Чорноземної області, а від 1934 року — Воронезької області.
Згідно із законом від 15 жовтня 2004 року входить до складу муніципального утворення Александровське сільське поселення.

## Населення
| 2010 | 2012 | 2013 | 2014 | 2015 | 2016 | 2017 |
| ---- | ---- | ---- | ---- | ---- | ---- | ---- |
| 634  | ↘623 | ↘618 | ↘604 | ↘590 | ↘575 | ↗576 |
| 2018 |      |      |      |      |      |      |
| ↘563 |      |      |      |      |      |      |